# Blue Mound (Texas)
Blue Mound város az USA Texas államában, Tarrant megyében. Lakosainak száma 2393 fő (2020. április 1.).

## Népesség
A település népességének változása:

| 2010 | 2 394 |
| 2020 | 2 393 |